# Zofia Feder

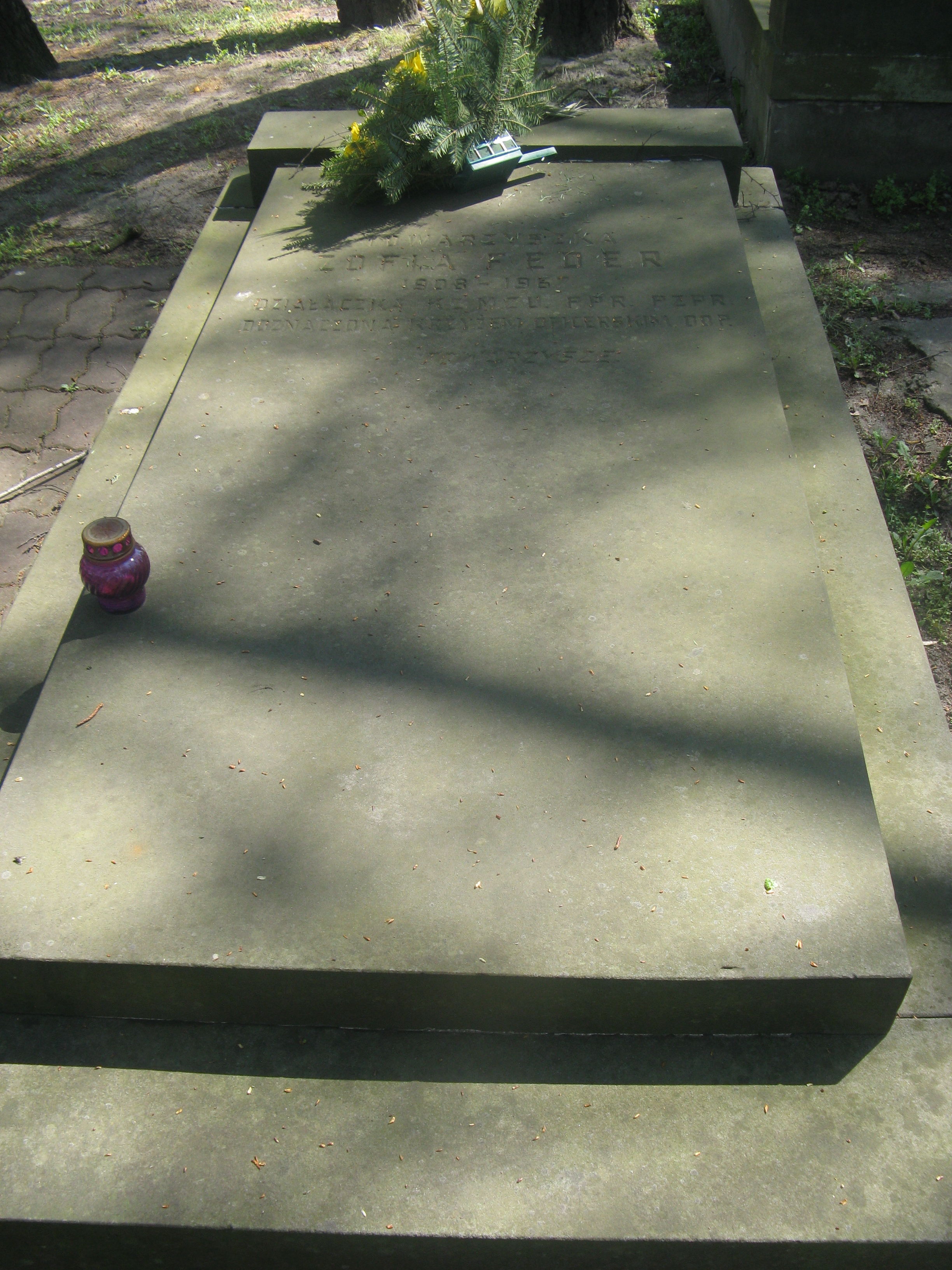
Grób Zofii Feder na Cmentarzu Wojskowym na Powązkach

Zofia Feder (właśc. Syma Feder) pseud. Katia (ur. 22 grudnia 1908 w Gródku Jagiellońskim, zm. 16 sierpnia 1967 w Warszawie) – działaczka komunistyczna.
Córka Melchiora, z zawodu była krawcową. W 1928 została sekretarzem Komitetu Powiatowego (KP) Komunistycznego Związku Młodzieży Zachodniej Ukrainy (KZMZU) w Gródku Jagiellońskim. 1930-1931 i 1933-1934 sekretarz Komitetu Dzielnicowego (KD) i członek Komitetu Okręgowego (KO) KZMZU we Lwowie. Działała również w Związku Zawodowym Pracowników Igły. 14 IX 1931 aresztowana za działalność w KZMZU i do 8 XI 1932 więziona w Czortkowie. 24 VI 1934 ponownie aresztowana i 19 XII 1934 skazana we Lwowie na 7 lat więzienia i utratę praw publicznych na 10 lat. Więziona we Lwowie, Rawiczu, Sieradzu i Fordonie, skąd zwolniono ją 6 X 1938 na mocy amnestii. 1939–1946 w ZSRR, kandydat na członka WKP(b). Po powrocie wstąpiła do PPR (potem PZPR) i pracowała w Centralnym Zarządzie Przemysłu Graficznego, gdzie była zastępcą szefa działu personalnego, później w innych centralnych instytucjach. Odznaczona Krzyżem Oficerskim Orderu Odrodzenia Polski.